# Lena Gschwendtner
Lena Gschwendtner (ur. 3 października 1992 w Esslingen am Neckar) – niemiecka siatkarka, grająca na pozycji libero. Od sezonu 2014/2015 występuje w niemieckiej Bundeslidze, w drużynie VolleyStars Thüringen.

## Sukcesy klubowe
Mistrzostwa Niemiec Kadetek:
- 2010[2]